# Gold (album de Ryan Adams)
Pour les articles homonymes, voir Gold.
Albums de Ryan Adams
Heartbreaker
(2000) Domolition (en)
(2002)
Gold est un album de Ryan Adams, sorti le 25 septembre 2001.

## L'album
Le plus vendu des albums de Ryan Adams, il est certifié disque d'or au Royaume-Uni, s'est écoulé à 364 000 exemplaires aux États-Unis et 812 000 dans le monde. 
Le titre When the Stars Go Blue a été repris par The Corrs, Bono, Tyler Hilton, Bethany Joy Galeotti ou encore Tim McGraw. New York, New York (en) est fortement diffusé sur MTV et VH-1 après les attentats du 11 septembre et The Rescue Blues est le générique de fin du film En territoire ennemi (2001). 
Adams reçoit en 2002 trois Grammy Awards pour cet album, celui du meilleur album rock, celui de la meilleure performance vocale rock masculine et celui de la meilleure performance vocale country masculine. 
En 2006, Stephen King inclut des paroles de When the Stars Go Blue dans Histoire de Lisey. Le titre Answering Bell apparaît quant à lui dans la bande-originale de Mes meilleures amies (2011). 
Rolling Stone classe l'album à la 81e place de son classement des 100 meilleurs albums des années 2000. Il fait partie des 1001 albums qu'il faut avoir écoutés dans sa vie. 

## Fiche technique

### Liste des chansons
Toutes les chansons sont écrites et composées par Ryan Adams, sauf indication contraire.
| No  | Titre                              | Auteur                     | Durée |
| --- | ---------------------------------- | -------------------------- | ----- |
| 1.  | New York, New York                 |                            | 3:46  |
| 2.  | Firecracker                        |                            | 2:51  |
| 3.  | Answering Bell                     |                            | 3:05  |
| 4.  | La Cienega Just Smiled             |                            | 5:03  |
| 5.  | The Rescue Blues                   |                            | 3:38  |
| 6.  | Somehow, Someday                   |                            | 4:24  |
| 7.  | When the Stars Go Blue             |                            | 3:31  |
| 8.  | Nobody Girl                        | Ryan Adams, Ethan Johns    | 9:40  |
| 9.  | Sylvia Plath                       | Ryan Adams, Richard Causon | 4:10  |
| 10. | Enemy Fire                         | Ryan Adams, Gillian Welch  | 4:09  |
| 11. | Gonna Make You Love Me             |                            | 2:36  |
| 12. | Wild Flowers                       |                            | 4:59  |
| 13. | Harder Now That It's Over          | Ryan Adams, Chris Stills   | 4:32  |
| 14. | Touch, Feel and Lose               | Ryan Adams, David Rawlings | 4:15  |
| 15. | Tina Toledo's Street Walkin' Blues | Ryan Adams, Ethan Johns    | 6:10  |
| 16. | Goodnight, Hollywood Blvd.         | Ryan Adams, Richard Causon | 3:25  |

### Musiciens
- Ryan Adams : voix, guitare acoustique et électrique, banjo, piano
- Bucky Baxter : steel guitar
- Andre Carter : trompette
- Richard Causon : piano
- Jennifer Condos, Milo De Cruz : basse
- Adam Duritz, Keith Hunter, Rob McDonald : chœurs
- Rami Jaffi : accordéon
- Ethan Johns : batterie, guitare électrique, cordes et arrangements des cordes, guitares, orgue hammond B-3, voix, mando-cello, mandoline, basse, piano électrique, celeste, harmonium, congas
- Sid Paige : chef d'orchestre
- Julianna Raye : chœurs, duo sur When the Stars Go Blue
- Chris Stills : chœurs,  guitare électrique et acoustique, basse
- Benmont Tench : Hammond B-3, piano
- Kamasi Washington : saxophone
- C.C. White : chœurs, voix

## Charts

### Album
| Pays        | Classement position |
| ----------- | ------------------- |
| US          | 59                  |
| France      | 126                 |
| Germany     | 51                  |
| Ireland     | 17                  |
| Netherlands | 60                  |
| New Zealand | 45                  |
| Norway      | 6                   |
| Sweden      | 9                   |
| UK          | 20                  |

### Singles
| Année | Single             | Chart                     | Position position |
| ----- | ------------------ | ------------------------- | ----------------- |
| 2001  | New York, New York | US Billboard Hot 100      | 112               |
| 2001  | New York, New York | Dutch Mega Single Top 100 | 83                |
| 2001  | New York, New York | UK Singles Chart          | 53                |
| 2002  | Answering Bell     | Dutch Mega Single Top 100 | 92                |
| 2002  | Answering Bell     | Irish Singles Chart       | 49                |
| 2002  | Answering Bell     | UK Singles Chart          | 39                |